# Heike Schmoll

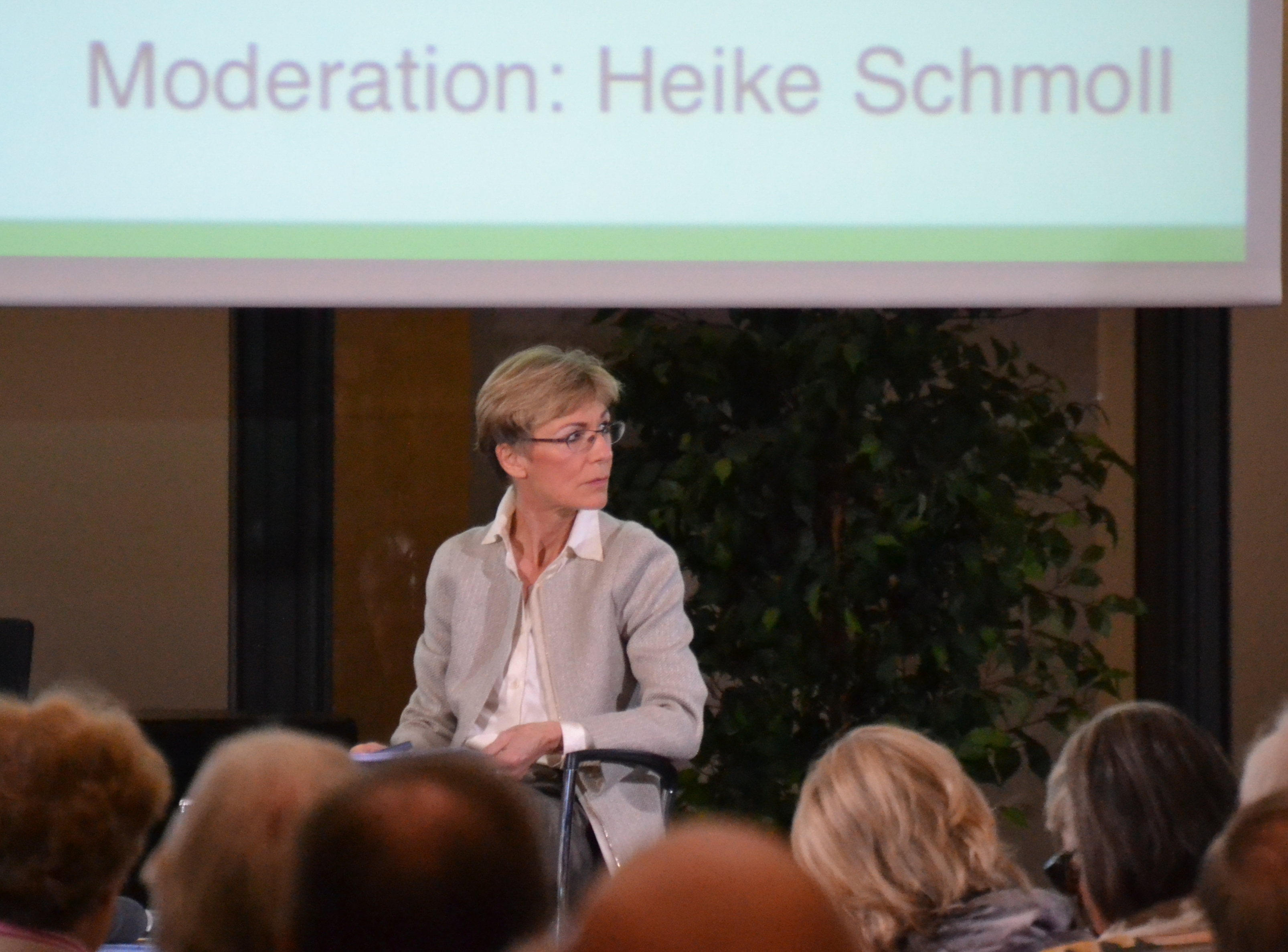
Heike Schmoll auf dem Akademientag 2015 in Berlin

Heike Schmoll (* 10. Februar 1962 in Villingen) ist eine deutsche Journalistin. Sie studierte Germanistik und Theologie und betätigt sich als Bildungskritikerin. In der Redaktion der Frankfurter Allgemeinen Zeitung (F.A.Z.) ist sie zuständig für Schul- und Hochschulpolitik sowie für Fragen der wissenschaftlichen Theologie. Sie ist verantwortlich für die Seite „Bildungswelten“. Seit März 2008 ist sie Korrespondentin in Berlin.

## Leben
1981 bestand sie am neusprachlichen Bunsen-Gymnasium in Heidelberg das Abitur. Anschließend studierte sie Germanistik und Evangelische Theologie (Lehramt und Volltheologie) an der Universität Heidelberg. Während der ersten Semester schrieb sie als freie Mitarbeiterin Konzertkritiken für das Heidelberger Tageblatt, eine der Mantelzeitungen des Mannheimer Morgen. Später unterbrach sie das Studium für eine halbjährige Hospitanz in der Kirchenredaktion des Südwest-Fernsehens in Baden-Baden. Sie setzte ihr Studium als Stipendiatin des Evangelischen Stifts Tübingen bei Eberhard Jüngel und dann an der Evangelisch-Theologischen Fakultät der Universität München bei Wolfhart Pannenberg fort. Ihr besonderes Interesse gilt seitdem der Systematischen Theologie. 1988 legte sie ihr Staatsexamen in Tübingen ab.
Schmoll arbeitet regelmäßig im SWR-Hörfunk (Kultur) und beim Deutschlandradio Berlin mit. Am 1. Januar 1989 trat sie als Redakteurin in die politische Redaktion der F.A.Z. (Innenpolitik) ein. Dort war sie zunächst für die Berichterstattung über die evangelische Kirche zuständig, inzwischen im Ressort Innenpolitik für die gesamte Bildungspolitik und weiterhin für die evangelische Theologie, Orthodoxie sowie für die Schulpolitik.
Schmoll ist Mitglied der Église reformée de France und ist Gegnerin der Gemeinsamen Erklärung zur Rechtfertigungslehre. Am 5. Juni 2002 verlieh ihr die Evangelisch-Theologische Fakultät der Universität Tübingen die Ehrendoktorwürde. Schmoll hielt ihren Festvortrag über das Thema Der Bildungsauftrag der evangelischen Fakultäten.
In der Diskussion über die Rechtschreibreform von 1996 spielten Beiträge von FAZ-Redakteuren eine wichtige Rolle. Insbesondere Schmoll kritisierte die Rechtschreibreform in zahlreichen Artikeln. Als sie 2005 den Deutschen Sprachpreis der „Henning-Kaufmann-Stiftung zur Pflege der Reinheit der deutschen Sprache“ erhielt, lobte die Stiftung ihren Einsatz „für die bewährte Rechtschreibung des Deutschen“ sowie ihr „vorbildliches, elegantes, hohen sprachlichen und stilistischen Ansprüchen genügendes Deutsch“.

## Auszeichnungen
- 2002: Ehrendoktorwürde Dr. theol. h. c. der Evangelisch-Theologischen Fakultät der Universität Tübingen
- 2005: Deutscher Sprachpreis
- 2009: Senior Fellowship am Zukunftskollegs der Universität Konstanz, verbunden mit einem sechsmonatigen Forschungsaufenthalt[7]
- 2018: Hessischer Kulturpreis
- 2023: Deutscher Schulbuchpreis[8]

## Veröffentlichungen
- Mit Helmut Müller-Enbergs, Wolfgang Stock: Das Fanal. Das Opfer des Pfarrers Brüsewitz und die evangelische Kirche. Ullstein, Frankfurt/Main und Berlin 1993, ISBN 3-548-36616-3.
- Herausgeberin: Kirche ohne Zukunft? Evangelische Kirche – Wege aus der Krise. Ullstein, Berlin 1999, ISBN 3-548-26702-5.
- Die Schwächen des deutschen Bildungssystems. Was läßt sich vom PISA-Sieger Finnland lernen? Zur Veröffentlichung überarbeitete Beiträge zur Bertha-Benz-Vorlesung, gehalten am 11. Juni 2002 in der Lobdengauhalle in Ladenburg. Gottlieb-Daimler-und-Karl-Benz-Stiftung, Ladenburg 2002 (Bertha-Benz-Vorlesung 19, PDF).
- Pisa-E und was nun? Bilanz des innerdeutschen Schulvergleichs. Redaktionelle Bearbeitung durch Hartmut Grewe, in: Zukunftsforum Politik, Nr. 46, Konrad-Adenauer-Stiftung, Sankt Augustin 2002, ISBN 3-933714-48-6
- Mit Josef Kraus und Jörg-Dieter Gauger: Von TIMSS zu IGLU. Eine Nation wird vermessen. Redaktionelle Bearbeitung durch Jörg-Dieter Gauger. Konrad-Adenauer-Stiftung, Sankt Augustin 2003, ISBN 3-933714-94-X (Zukunftsforum Politik Nr. 56).
- Lob der Elite. Warum wir sie brauchen, C.H. Beck, München 2008 ISBN 3-406-57028-3